# Kjell Frände
Kjell Karl Fredrik Frände, född 1 juli 1914 i Visby, död 5 juli 1974, var en svensk målare.
Han var son till verkmästaren Josef Karlson och Ester Wulff. Frände studerade konst vid Otte Skölds målarskola i Stockholm samt under ett flertal studieresor i Europa. Han medverkade i ett stort antal separatutställningar i ett flertal landsortsstäder.  